# Somnologie
Die Somnologie (Kompositum aus lateinisch somnum ‚Schlaf‘ und griechisch λόγος, lógos ‚Lehre‘) bezeichnet die Lehre vom Schlaf, wozu neben der Schlafforschung auch die Schlafmedizin gehört. Sie ist einer der jüngsten medizinischen Themenbereiche. Ein Wissenschaftler, der sich mit diesem Gebiet beschäftigt, wird Somnologe genannt. Der Begriff „Somnologie“ wurde von Eckart Rüther, Göttingen, zur Beschreibung aller Grundlagen- und Klinischen-Wissenschaften eingeführt bei der Gründung der Deutschen Gesellschaft für Schlafforschung und Schlafmedizin, um die Gemeinsamkeit von allen im Bereich Schlaf Tätigen zu betonen. 
Zentrales Thema sind alle Formen des nichterholsamen Schlafs. Echte Schlafstörungen sind Folgen von körperlichen Erkrankungen, psychischen Belastungen oder Nebenwirkungen von Arzneimitteln. Davon abzugrenzen sind falsche Erwartungen an den Schlaf und falsche Schlafgewohnheiten. 
Die Somnologie umfasst die Ätiologie, Physiologie, Pathophysiologie, Diagnostik und Differentialdiagnostik von Störungen der Schlaf-Wach-Regulation und der schlafbezogenen Störungen einschließlich der dazu notwendigen Methoden und Untersuchungstechniken sowie die Grundlagen zur Therapie dieser Störungen.
Tätig sind überwiegend Mediziner aus Fachgebieten wie Neurologie, Psychiatrie und Psychotherapie, Innerer Medizin und Hals-Nasen-Ohren-Heilkunde mit Zusatz-Weiterbildung. Die Zusatz-Weiterbildung Schlafmedizin umfasst in Ergänzung zu einer Facharztkompetenz die Erkennung, Klassifikation und konservative Behandlung von Störungen der Schlaf-Wach-Regulation und schlafbezogenen Störungen.
Somnologie ist auch der Titel einer in Deutschland erscheinenden Fachzeitschrift auf dem Gebiet Schlafforschung und Schlafmedizin.
Zu den Pionieren der Somnologie, insbesondere der Schlafrhythmusforschung gehört Theodor Stöckmann (1872–1949), der eine Nachtruhe ab 19 Uhr empfahl.